# Вельґе (Мазовецьке воєводство)
Вельґе (пол. Wielgie) — село в Польщі, у гміні Цепелюв Ліпського повіту Мазовецького воєводства.
Населення — 632 особи (2011).
У 1975-1998 роках село належало до Радомського воєводства.

## Демографія
Демографічна структура станом на 31 березня 2011 року:
|          | Загалом | Допрацездатний вік | Працездатний вік | Постпрацездатний вік |
| -------- | ------- | ------------------ | ---------------- | -------------------- |
| Чоловіки | 327     | 78                 | 211              | 38                   |
| Жінки    | 305     | 60                 | 172              | 73                   |
| Разом    | 632     | 138                | 383              | 111                  |